# Maumusson, Loire-Atlantique
Maumusson är en kommun i departementet Loire-Atlantique i regionen Pays de la Loire i nordvästra Frankrike. Kommunen ligger i kantonen Saint-Mars-la-Jaille som tillhör arrondissementet Ancenis. År 2018 hade Maumusson 1 064 invånare.

## Befolkningsutveckling
Antalet invånare i kommunen Maumusson
| Referens: INSEE |